# Siemens Sector Industry

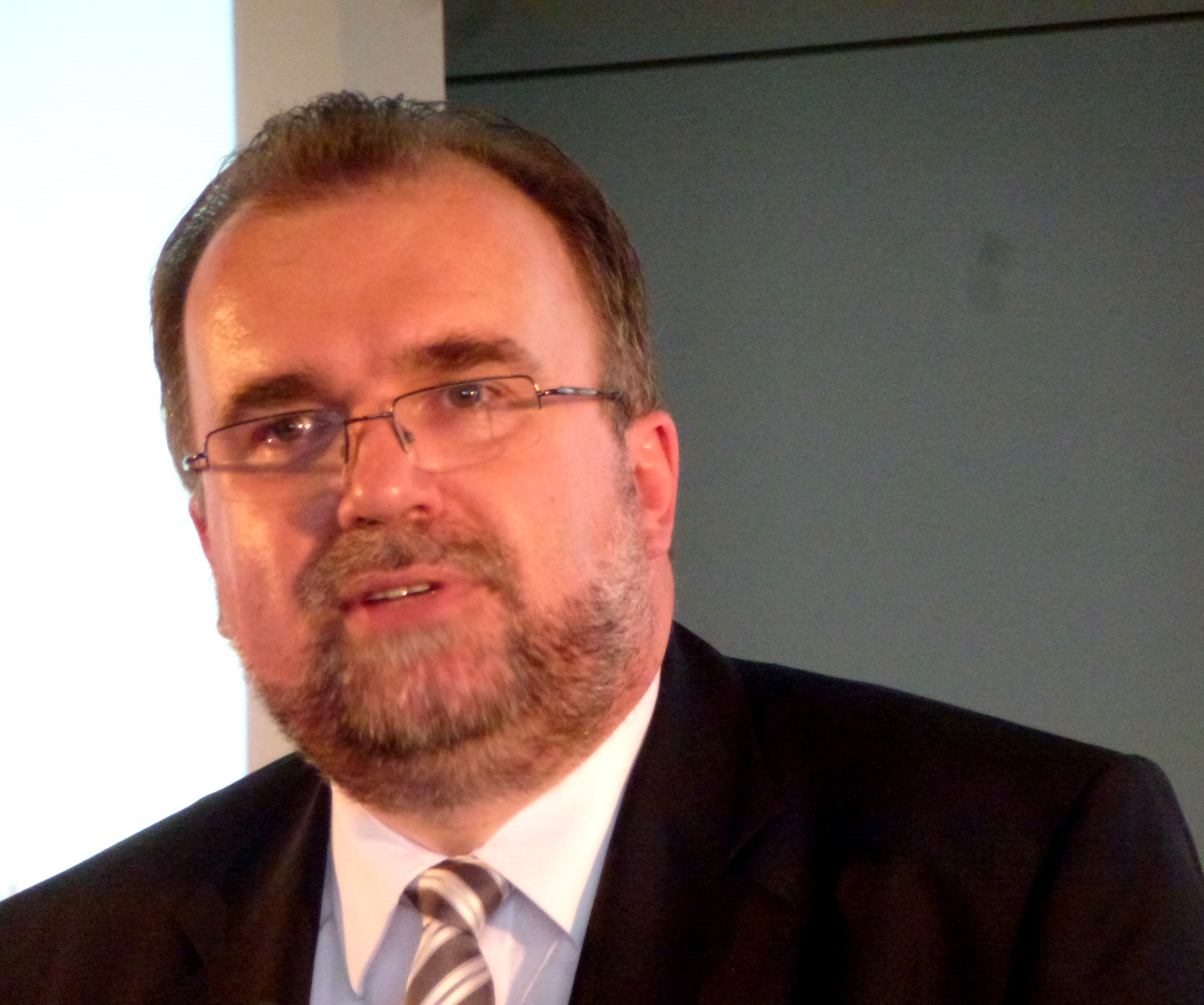
Siegfried Russwurm, Vorstand Siemens Industry

Der Siemens Sector Industry (auch geschrieben worden als: Sektor Industry) entstand zum 1. Januar 2008. Die Leitung (CEO) des Sektors war Siegfried Russwurm, welcher auch dem Vorstand der Siemens AG angehörte, nebst Peter Löscher (Vorsitzender), Joe Kaeser, Brigitte Ederer und Peter Y. Solmssen etc.

## Geschichte Divisionen & Sektor Industry
Die vorherigen Unternehmensbereiche Siemens Automation and Drives (A&D), Siemens Industrial Solutions and Services (I&S), Siemens Building Technologies (SBT), Siemens Transportation Systems (TS) und Osram gingen im Sektor Industry auf.
Ende 2010 wurden die folgenden Divisionen zum Sektor Industry gezählt:
- Industry Automation Division (IA)
- Drive Technologies Division (DT)
- Building Technologies Division (BT; später: Sektor Infrastructure & Cities)
- Osram Division (später: Abspaltung als OSRAM Licht AG)
- Industry Solutions Division (IS; Standort Erlangen; später: Customer Service verteilt auf IA+DT[7]; bis 2008 unter Leitung von CEO Jørgen Ole Haslestad)[8][9]
- Mobility Division (später: Sektor Infrastructure & Cities)

Die anderen Sektoren (siehe auch Geschäftsberichte) waren 2010 und 2012: Energy, Healthcare, Equity Investments und Cross-Sector Businesses.
Industry bestand 2012 aus zwei Divisionen. Building Technologies und Mobility ist zum Sektor Infrastructure & Cities verschoben worden:
- Industry Automation (CEO: Anton Huber[3])
- Drive Technologies (CEO: Klaus Helmrich[3])

Anteilig am Sektor Industry ab 2013:
- Customer Service[7] (CEO: Dirk Hoke)

Zum 1. Oktober 2014 ist die Sektorebene entfallen und damit auch der Siemens Sector Industry. Es wurden damals neun Divisionen geschaffen sowie Siemens Healthcare als eigenständiger Geschäftsbereich.

## Geschäftszahlen
Im Geschäftsjahr 2010 wurde ein Gesamtumsatz des Sektors von ca. 35 Mrd. EUR und ein Ergebnis von ca. 3,5 Mrd. EUR erwirtschaftet. Es waren knapp 105.000 Menschen in über 130 Ländern im Industry Sector beschäftigt.
Der Gesamtumsatz des Sektors im Geschäftsjahr 2012 fiel dagegen mit ca. 20,5 Mrd. EUR und einem Ergebnis von ca. 2,1 Mrd. EUR deutlich geringer aus, als noch im Geschäftsjahr 2011.
Im Geschäftsjahr 2012 wurde für Industry Automation ein Umsatz von 9,6 Mrd. EUR und für Drive Technologies ebenfalls 9,6 Mrd. EUR erwirtschaftet. Die drei Divisionen hatten damals ca. 100.000 Mitarbeiter.